# ديشار سيفي الشكل
ديشار سيفي الشكل (الاسم العلمي:Pteris ensiformis) هو نوع من النبات يتبع جنس الديشار من الفصيلة الديشارية.